# Цигенхайн (род)
Дом Цигенхайн или Графовете на Цигенхайн (на немски: Grafen von Ziegenhain) са графска фамилия, която управлява Графство Цигенхайн. Фамилията произлза от фамилията Райхенбах.
Най-късно от 1144 г. те се наричат „графове на Цигенхаген“ („Grafen von Cigenhagen“) на построения замък от Готфрид I (1099-1168). Между 1144 и 1220 г. те се наричат и графове на Вегебах, на една построена през 1308 г. „villa“ на около 1 км северно от Цигенхайн, където Готфрид I първо резидира.
През 12 век графовете създават Графство Цигенхайн, което разделя почти на цяло Долен Хесен от Горен Хесен.
Гозмар III († 1184) жени дъщеря си и наследничка Лиутгард (Лукардис) 1185 г. за Фридрих († 1229), третият син на ландграф Лудвиг II на Тюрингия от род Лудовинги. Фридрих има прететенции за Графство Цигенхайн и го получава през 1186 г.
През 1205 г. Лудвиг I († 1229) наследявa Графство Нида като роднина на последния граф на Нида, Бертхолд II, който умуира без мъжки наследници. Лудвиг I е привърженик на Хоенщауфените. Той често е около римско-немския крал Филип Швабски.
Последният граф фон Цигенхайн, Йохан II („Силния“), умира 1450 г. без мъжки наслидници, което води до тежки конфликти между възможните му наследници, ландграф Лудвиг I от ландграфство Хесен и род Хоенлое.
Оттогва Дом Хесен носи титлата „граф цу Цигенхайн, граф цу Нида“ („Graf zu Ziegenhain, Graf zu Nidda“).

## Известни членове на Дом Цигенхайн
- Готфрид I († 1158), основател на Дом Цигенхайн
- Гозмар III († 1184), син и наследник на Готфрид I
- Рудолф II († 1188) от юли 1184 граф на Цигенхайн, син на Готфрид I
- Готфрид II († 1200), граф на Цигенхайн, син на Рудолф II
- Лудвиг I († 1229), от 1200 граф на Цигенхайн, от 2005 граф на Нида, син на Рудолф II
- Готфрид IV († 1250), граф на Цигенхайн и Нида, син на Лудвиг I
- Бертхолд I († 1258), от 1229 граф на Цигенхайн и Нида, син на Лудвиг I
- Буркхарт фон Цигенхайн († 1247), 1240 Домпропст на Фрицлар, 1247 архиепископ на Залцбург, син на Лудвиг I
- Лудвиг II († 1289) от 1258 граф на Цигенхайн и Нида, син на Готфрид IV
- Енгелберт I († 1329), от 1294 граф на Цигенхайн и Нида, син на Лудвиг II
- Лукардис (Луитгард) († 1333), единствено дете и наследничка на Енгелберт I, графиня на Нида, омъжена от 1311 г. за Йохан I
- Йохан I († 1359), граф на Цигенхайн (1304-1359) и на Нида (1333-1359), син на Готфрид IV
- Готфрид VII († 1372), граф на Цигенхайн и Нида, син на Йохан I и Лукардис
- Готфрид VIII († 1394), граф на Цигенхайн и Нида
- Енгелберт III († 1401), граф на Цигенхайн и Нида, син на Готфрид VIII
- Ото фон Цигенхайн († 1430), 1419–1430 архиепископ na Трир, син на Готфрид VIII
- Готфрид IX († 1425), съ-граф на Цигенхайн и Нида, син на Готфрид VIII
- Елизабет фон Цигенхайн († 1431), дъщеря на Готфрид VIII, омъжена от 1388 г. за граф Улрих V от Ханау († 1419), майка на Елизабет Ханау († 1475), омъжена от 1413 г. за Албрехт I († 1429) от Хоенлое-Вайкерсхайм
- Йохан II († 1450), син на Готфрид VIII, последен от рода си